# Cheyletielloza
Cheyletielloza – zaraźliwa pasożytnicza choroba skóry psów, kotów i królików, wywoływana przez roztocze. Może również atakować inne zwierzęta. Jest zoonozą.

## Etiologia i patogeneza
Chorobę wywołują roztocze z rodzaju Cheyletiella najczęściej są to Ch. blakei oraz Ch. yasguri, występujące powszechnie w Polsce.
Ch. blakei jest pasożytem kotów, natomiast Ch. yasguri występuje u psów i lisów.
Roztocze te mają długość 400–600 μm. Posiadają językowatego kształtu ryjek oraz dobrze rozbudowane nogogłaszczki. Tylne pary odnóży są dłuższe od przednich.
Do zarażenia dochodzi na skutek kontaktu bezpośredniego. Samice bytujące na skórze składają jaja na jej powierzchni i przytwierdzają je do włosów. Wylęgają się z nich larwy, które przekształcając się przez nimfy osiągają postać dojrzałą. Cały taki cykl trwa od 3-7 tygodni.

## Objawy
Głównym objawem jest tzw. "łupież wędrujący", powstający przez pasożyty poruszające się w korytarzach naskórka i po skórze oraz przez przyklejone do sierści jaja. U zwierząt pojawia się świąd oraz zmiany skórne zlokalizowane wzdłuż kręgosłupa, a czasami również na głowie. Często pojawia się nadmierne złuszczanie naskórka, łojotok i przerzedzenie sierści.

## Diagnostyka
Bezpośrednie badanie włosów i skóry przy pomocy lupy oraz mikroskopowe oglądanie zeskrobin, trichogram lub test przylepca (tzw. skocztest) przy użyciu taśmy samoprzylepnej.

## Leczenie
W leczeniu stosuje się szampony przeciwpasożytnicze oraz dezynfekcję pomieszczeń, w których przebywały zarażone zwierzęta.